# Dariusz Kowaluk
Dariusz Kowaluk (* 16. April 1996 in Komarówka Podlaska) ist ein polnischer Sprinter, der sich auf den 400-Meter-Lauf spezialisiert hat.

## Sportliche Laufbahn
Erste internationale Erfahrungen sammelte Dariusz Kowaluk im Jahr 2015, als er bei den Junioreneuropameisterschaften in Eskilstuna in 47,90 s den achten Platz belegte und mit der polnischen 4-mal-400-Meter-Staffel in 3:10,40 min Rang vier erreichte. Zwei Jahre erreichte er bei den U23-Europameisterschaften im heimischen Bydgoszcz das Halbfinale über 400 Meter und schied in diesem mit 46,74 s aus. Zudem gewann er mit der Staffel in 3:04,22 min die Silbermedaille hinter dem Team aus dem Vereinigten Königreich. Daraufhin nahm er mit der Staffel an der Sommer-Universiade in Taipeh teil, konnte dort aber den Vorlauf nicht beenden. 2018 qualifizierte er sich für die Europameisterschaften in Berlin, bei denen er im Einzelbewerb mit 46,18 s in der ersten Runde ausschied und in der Staffel kam er im Vorlauf zum Einsatz und verhalf der polnischen Mannschaft zum Finaleinzug. Bei den Halleneuropameisterschaften 2019 in Glasgow erreichte er mit der Staffel in 3:08,40 min Rang vier und anschließend klassierte er sich bei den World Relays in Yokohama in 3:07,95 min auf dem siebten Platz im B-Finale. Bei den Studentenweltspielen in Neapel schied er mit 46,77 s im Halbfinale aus und gewann mit der Staffel in 3:03,35 min die Bronzemedaille hinter den Teams aus Mexiko und Südafrika. Bei den World Athletics Relays 2021 im heimischen Chorzów verpasste er mit 3:05,04 min den Finaleinzug in der 4-mal-400-Meter-Staffel.
Kowaluk ist Student an der Kardinal-Stefan-Wyszyński-Universität in Warschau.

## Persönliche Bestzeiten
- 400 Meter: 46,06 s, 21. Juli 2018 in Lublin
  - 400 Meter (Halle): 46,95 s, 17. Februar 2018 in Toruń